# Kai Nurminen
Kai Nurminen (* 29. März 1969 in Turku) ist ein ehemaliger finnischer Eishockeyspieler, der im Laufe seiner Karriere unter anderem für die Los Angeles Kings und die Minnesota Wild in der National Hockey League sowie TPS Turku und den HPK Hämeenlinna in der SM-liiga aktiv war.

## Karriere
Kai Nurminen begann seine Karriere als Eishockeyspieler 1992 bei TPS Turku in der SM-liiga, für die er bereits in der Jugend gespielt hatte. Gleich in seinem Rookiejahr wurde Nurminen erstmals Finnischer Meister. Nach der Vize-Meisterschaft in der folgenden Spielzeit wechselte der Angreifer zu TPS Ligarivalen HPK Hämeenlinna, die er allerdings nach nur einem Jahr wieder verließ, um für HV71 Jönköping in der schwedischen Elitserien aufzulaufen. Im NHL Entry Draft 1996 wurde der Finne schließlich in der achten Runde als insgesamt 193. Spieler von den Los Angeles Kings ausgewählt, für die er in der Saison 1996/97 in 67 Spielen 27 Scorerpunkte, darunter 16 Tore, erzielte. Obwohl Nurminen regelmäßig für Los Angeles auf dem Eis stand, kehrte er 1997 nach Europa zurück, wo er für Västra Frölunda aus Schweden und Jokerit Helsinki aus Finnland auf dem Eis stand. 
Nach einer Spielzeit beim HC Davos in der Schweizer Nationalliga A wurde Nurminen 2000 zum zweiten Mal Finnischer Meister mit TPS Turku und erreichte mit seiner Mannschaft den dritten Platz in der European Hockey League. Vor der Saison 2000/01 wagte der Flügelspieler ein zweites Mal den Sprung in die NHL, kam jedoch nur zwei Mal für die Minnesota Wild zum Einsatz und verbrachte den Großteil der Saison bei deren Farmteam, den Cleveland Lumberjacks aus der International Hockey League. Nach der Saison kehrte er ein weiteres Mal zu TPS zurück, für die er bis 2007 in der SM-liiga aktiv war und mit dem er 2004 zum zweiten Mal Vize-Meister wurde. Nach einem Jahr beim HPK Hämeenlinna wurde Nurminen vor der Saison 2008/09 von den Herlev Hornets aus der dänischen AL-Bank Ligaen unter Vertrag genommen, wo er seine Karriere im Dezember 2008 beendete.

### International
Für Finnland nahm Nurminen an den A-Weltmeisterschaften 1996 und 1997 sowie dem World Cup of Hockey 1996 teil.

## Erfolge und Auszeichnungen
| - 1993 Finnischer Meister mit TPS Turku - 1993 Europapokal-Gewinn mit TPS Turku - 1994 Finnischer Vizemeister mit TPS Turku - 1995 Bester Torschütze der SM-liiga - 1995 SM-liiga All-Star-Team - 1997 Spengler Cup All-Star-Team - 1998 Finnischer Dritter mit Jokerit Helsinki - 2000 Finnischer Meister mit TPS Turku | - 2000 3. Platz European Hockey League mit TPS Turku - 2000 Kultainen kypärä - 2000 Aarne-Honkavaara-Trophäe - 2000 Lasse-Oksanen-Trophäe - 2000 Veli-Pekka-Ketola-Trophäe - 2000 Matti-Keinonen-Trophäe - 2000 SM-liiga All-Star-Team - 2004 Finnischer Vizemeister mit TPS Turku |